# Celedones
Les celedones eren estàtues d'or en forma de dona forjades per Hefest, que les va dotar de vida i d'un bell cant.
Comparades amb les sirenes, encantaven els fidels del temple d'Apol·lo a Delfos. En algunes descripcions apareixen amb ales i urpes d'au, en d'altres tenen una gran bellesa. Aquestes descripcions de les celedones han portat diverses discussions entre els experts per aclarir si es refeien a les sirenes descrites per Homer. Per la descripció que en fa Píndar s'interpreta que eren les acroteri del temple.